# Darja Piščalnikova
Darja Piščalnikova (rus. Дарья Витальевна Пищальникова) (Astrahan, 19. srpnja 1985.) ruska je bacačica diska. Europska je prvakinja iz 2006. godine. U Londonu 2012 osvojila je olimpijsko srebro, ali joj je medalja oduzeta zbog korištenja dopinga. Sestra je Bogdana i Kirilla Piščalnikova.